# سرزمین‌های تحت قیمومت سازمان ملل متحد

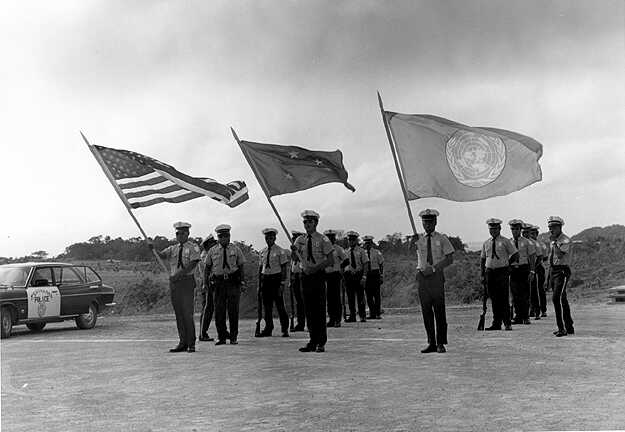
مراسم استقبال از ناظر سازمان ملل به جزایر پالائو (۱۹۷۳).

سرزمین‌های تحت قیمومت سازمان ملل متحد (انگلیسی: United Nations trust territories) جایگزین قیمومت‌های جامعه ملل بودند و پس از انحلال جامعه ملل در ۱۹۴۶ ایجاد شدند. سرزمین‌های تحت قیمومت سازمان ملل را شورای قیمومت سازمان ملل متحد اداره می‌کرد. نامبیا تنها قلمرو در جامعه ملل بود که به سرزمین‌های تحت قیمومت سازمان ملل نپیوست. دیگر سرزمین‌های تحت قیمومت سازمان ملل متصرفات آلمان، ژاپن، و ایتالیا در جنگ جهانی دوم بودند.
با استقلال جزایر پالائو در ۱۹۹۴ که ۱۸۵مین عضو سازمان ملل محسوب می‌شود نظام قیمومت سازمان ملل متحد خاتمه یافت.